# Sayat
Để biết về một địa điểm khác gần tên, xem Sayad, Azerbaijan.
Sayat là một xã ở tỉnh Puy-de-Dôme trong vùng Auvergne-Rhône-Alpes miền trung nước Pháp.